# Rotonde de la place Bellevue
La rotonde de la place Bellevue (Bellevue-Rondell en allemand) est un abri de transport en commun situé à Zurich en Suisse.
Construite en 1938 par Hermann Herter (1877-1945), architecte de la ville, et l'ingénieur civil Fritz Stüssi, la rotonde est un monument protégé, témoin d'architecture moderne. Le large toit plat triangulaire aux angles arrondis est composé d'une structure métallique, la face inférieure de cette dalle champignon est recouverte de cinq centimètres de béton projeté et diffuse la lumière artificielle produite par l'éclairage disposé autour des piliers et des parois. Un bâtiment cylindrique occupe le centre, un café y est installé dans les années 1980. En 2005, la rotonde est rénovée,.
L'arrêt Bellevue, ou se croisent sept lignes de tramway, est le plus fréquenté du réseau avec plus de 70 000 personnes par jour (en 2006),.